# James Abbott
Pour les articles homonymes, voir Abbott.
James Abbott, né le 12 mars 1807 et mort le 6 octobre 1896, est un officier de l'armée britannique et administrateur de l'Inde britannique. Fondée par lui en 1853, la ville d'Abbottabad, aujourd'hui en territoire pakistanais, porte son nom.
La National Portrait Gallery de Londres détient un portrait de lui, en costume de dignitaire local, peint en 1841.

## Biographie
Venu de Merv, il atteint Khiva par Hérat.

## Distinctions
- Chevalier commandeur de l'Ordre du Bain